# Rogers–Ramanujans kedjebråk
Inom matematiken är Rogers–Ramanujans kedjebråk ett kedjebråk upptäckt av Rogers 1894 och oberoende av Srinivasa Ramanujan som är nära relaterad till Rogers–Ramanujan-identiteterna. Den kan skrivas i sluten form för flera olika argument.

## Definition
Givet funktionerna i Rogers–Ramanujan-identiteterna,
{\displaystyle {\begin{aligned}G(q)&=\sum _{n=0}^{\infty }{\frac {q^{n^{2}}}{(q;q)_{n}}}={\frac {1}{(q;q^{5})_{\infty }(q^{4};q^{5})_{\infty }}}\\&=\prod _{n=1}^{\infty }{\frac {1}{(1-q^{5n-1})(1-q^{5n-4})}}\\&=1+q+q^{2}+q^{3}+2q^{4}+2q^{5}+3q^{6}+\cdots \end{aligned}}}
och
{\displaystyle {\begin{aligned}H(q)&=\sum _{n=0}^{\infty }{\frac {q^{n^{2}+n}}{(q;q)_{n}}}={\frac {1}{(q^{2};q^{5})_{\infty }(q^{3};q^{5})_{\infty }}}\\&=\prod _{n=1}^{\infty }{\frac {1}{(1-q^{5n-2})(1-q^{5n-3})}}\\&=1+q^{2}+q^{3}+q^{4}+q^{5}+2q^{6}+2q^{7}+\cdots \end{aligned}}}

( A003114 och  A003106) där {\displaystyle (a;q)_{\infty }} betecknar den oändliga q-Pochhammersymbolen, då är Rogers–Ramanujans kedjebråk 
{\displaystyle {\begin{aligned}R(q)&={\frac {q^{11/60}H(q)}{q^{-1/60}G(q)}}=q^{1/5}\prod _{n=1}^{\infty }{\frac {(1-q^{5n-1})(1-q^{5n-4})}{(1-q^{5n-2})(1-q^{5n-3})}}\\&={\cfrac {q^{1/5}}{1+{\cfrac {q}{1+{\cfrac {q^{2}}{1+{\cfrac {q^{3}}{1+\ddots }}}}}}}}\end{aligned}}}

## Modulära funktioner
Om q = e2πiτ , så är {\displaystyle q^{-1/60}G(q)} och {\displaystyle q^{11/60}H(q)}, såsom även deras kvot {\displaystyle R(q)}, modulära funktioner av τ. Eftersom de har heltalskoefficienter, följer det av teorin komplex multiplikation att deras värden för imaginära kvadratisk irrationella τ är algebraiska tal som kan evalueras explicit.

### Exempel
{\displaystyle R{\big (}e^{-2\pi }{\big )}={\cfrac {e^{-2\pi /5}}{1+{\cfrac {e^{-2\pi }}{1+{\cfrac {e^{-4\pi }}{1+\ddots }}}}}}={{\sqrt {5+{\sqrt {5}} \over 2}}-{1+{\sqrt {5}} \over 2}}}
{\displaystyle R{\big (}e^{-2\pi {\sqrt {5}}}{\big )}={\cfrac {e^{-2\pi /{\sqrt {5}}}}{1+{\cfrac {e^{-2\pi {\sqrt {5}}}}{1+{\cfrac {e^{-4\pi {\sqrt {5}}}}{1+\ddots }}}}}}={\frac {\sqrt {5}}{1+{\big (}5^{3/4}(\phi -1)^{5/2}-1{\big )}^{1/5}}}-{\phi }}
där {\displaystyle \phi } är det gyllene snittet.

## Relation till modulära former
Rogers–Ramanujans kedjebråk är relaterad till Dedekinds etafunktion, en modulär form av vikt 1/2, enligt
{\displaystyle {\frac {1}{R(q)}}-R(q)={\frac {\eta (\tau /5)}{\eta (5\tau )}}+1}
{\displaystyle {\frac {1}{R^{5}(q)}}-R^{5}(q)=\left({\frac {\eta (\tau )}{\eta (5\tau )}}\right)^{6}+11}

## Relation till j-invarianten
En formel för j-invarianten är
{\displaystyle j(\tau )={\frac {(x^{2}+10x+5)^{3}}{x}}}
där
{\displaystyle x=\left({\frac {{\sqrt {5}}\,\eta (5\tau )}{\eta (\tau )}}\right)^{6}.}
Genom att eliminera eta-kvoten kan j(τ) skrivas med hjälp av {\displaystyle r=R(q)} som
{\displaystyle j(\tau )={\frac {-(1+228r^{5}+494r^{10}-228r^{15}+r^{20})^{3}}{r^{5}(-1+11r^{5}+r^{10})^{5}}}}
{\displaystyle j(\tau )-1728={\frac {-(1-522r^{5}-10005r^{10}-10005r^{20}+522r^{25}+r^{30})^{2}}{r^{5}(-1+11r^{5}+r^{10})^{5}}}}
där täljaren och nämnaren är polynominvarianter av ikosaedern. Genom att använda modulära ekvationerna mellan R(q) och R(q5) kan man bevisa att
{\displaystyle j(5\tau )={\frac {-(1-12r^{5}+14r^{10}+12r^{15}+r^{20})^{3}}{r^{25}(-1+11r^{5}+r^{10})}}}
som faktiskt är j-invarianten av den elliptiska kurvan
{\displaystyle y^{2}+(1+r^{5})xy+r^{5}y=x^{3}+r^{5}x^{2}}
parameteriserad av icke-spetspunkterna av den modulära kurvan {\displaystyle X_{1}(5)}.

## Funktionalekvation
Vi använder beteckningen {\displaystyle r(\tau )=R(q)} då q = e2πiτ. Medan andra modulära former som j-invarianten satisfierar
{\displaystyle j(-{\tfrac {1}{\tau }})=j(\tau )}
och Dedekinds etafunktion satisfierar
{\displaystyle \eta (-{\tfrac {1}{\tau }})={\sqrt {-i\tau }}\,\eta (\tau )}
innehåller funktionalekvationen för Rogers–Ramanujans kedjebråk det gyllene snittet {\displaystyle \phi }:
{\displaystyle r(-{\tfrac {1}{\tau }})={\frac {1-\phi \,r(\tau )}{\phi +r(\tau )}}}

## Modulära ekvationer
Det finns flera intressanta modulära ekvationer mellan {\displaystyle R(q)} och {\displaystyle R(q^{n})}. Några eleganta sådana för små primtal n är:
Låt u = R(q) och v = R(q2). Då är {\displaystyle v-u^{2}=(v+u^{2})uv^{2}.}

Låt u = R(q) och v = R(q3). Då är {\displaystyle (v-u^{3})(1+uv^{3})=3u^{2}v^{2}.}

Låt u = R(q) och v = R(q5). Då är {\displaystyle (1-2v+4v^{2}-3v^{3}+v^{4})v=(1+3v+4v^{2}+2v^{3}+v^{4})u^{5}.}

Låt u = R(q) och v = R(q11) Då är {\displaystyle uv(-1+11u^{5}+u^{10})(-1+11v^{5}+v^{10})=(u-v)^{12}.}

För n = 5, notera att {\displaystyle -1+11v^{5}+v^{10}=(-1+v+v^{2})(1-2v+4v^{2}-3v^{3}+v^{4})(1+3v+4v^{2}+2v^{3}+v^{4}).}

## Andra resultat
Ramanujan upptäckte flera intressanta resultat om R(q). Låt {\displaystyle u=R(q^{a})}, {\displaystyle v=R(q^{b})} och {\displaystyle \phi } vara det gyllene snittet.
Om {\displaystyle ab=4\pi ^{2}} är {\displaystyle (u+\phi )(v+\phi )={\sqrt {5}}\,\phi .}
Om {\displaystyle 5ab=4\pi ^{2}} är {\displaystyle (u^{5}+\phi ^{5})(v^{5}+\phi ^{5})=5{\sqrt {5}}\,\phi ^{5}.}
Potenserna av R(q) kan skrivas på intressanta sätt. För dess kub är
{\displaystyle R^{3}(q)={\frac {\sum _{n=0}^{\infty }{\frac {q^{2n}}{1-q^{5n+2}}}-\sum _{n=0}^{\infty }{\frac {q^{3n+1}}{1-q^{5n+3}}}}{\sum _{n=0}^{\infty }{\frac {q^{n}}{1-q^{5n+1}}}-\sum _{n=0}^{\infty }{\frac {q^{4n+3}}{1-q^{5n+4}}}}}}
För dess femte potens, låt {\displaystyle w=R(q)R^{2}(q^{2})}, då är
{\displaystyle R^{5}(q)=w\left({\frac {1-w}{1+w}}\right)^{2},\;\;R^{5}(q^{2})=w^{2}\left({\frac {1+w}{1-w}}\right)}